# Fuerte Viejo
Fuerte Viejo är en ort i Mexiko.   Den ligger i kommunen San Felipe och delstaten Guanajuato, i den centrala delen av landet, 300 km nordväst om huvudstaden Mexico City. Fuerte Viejo ligger 2 268 meter över havet och antalet invånare är 637.
Terrängen runt Fuerte Viejo är kuperad norrut, men söderut är den platt. Terrängen runt Fuerte Viejo sluttar söderut. Runt Fuerte Viejo är det ganska glesbefolkat, med 31 invånare per kvadratkilometer. Närmaste större samhälle är San Felipe, 16,6 km sydost om Fuerte Viejo. Omgivningarna runt Fuerte Viejo är i huvudsak ett öppet busklandskap.